# Hymenolobium

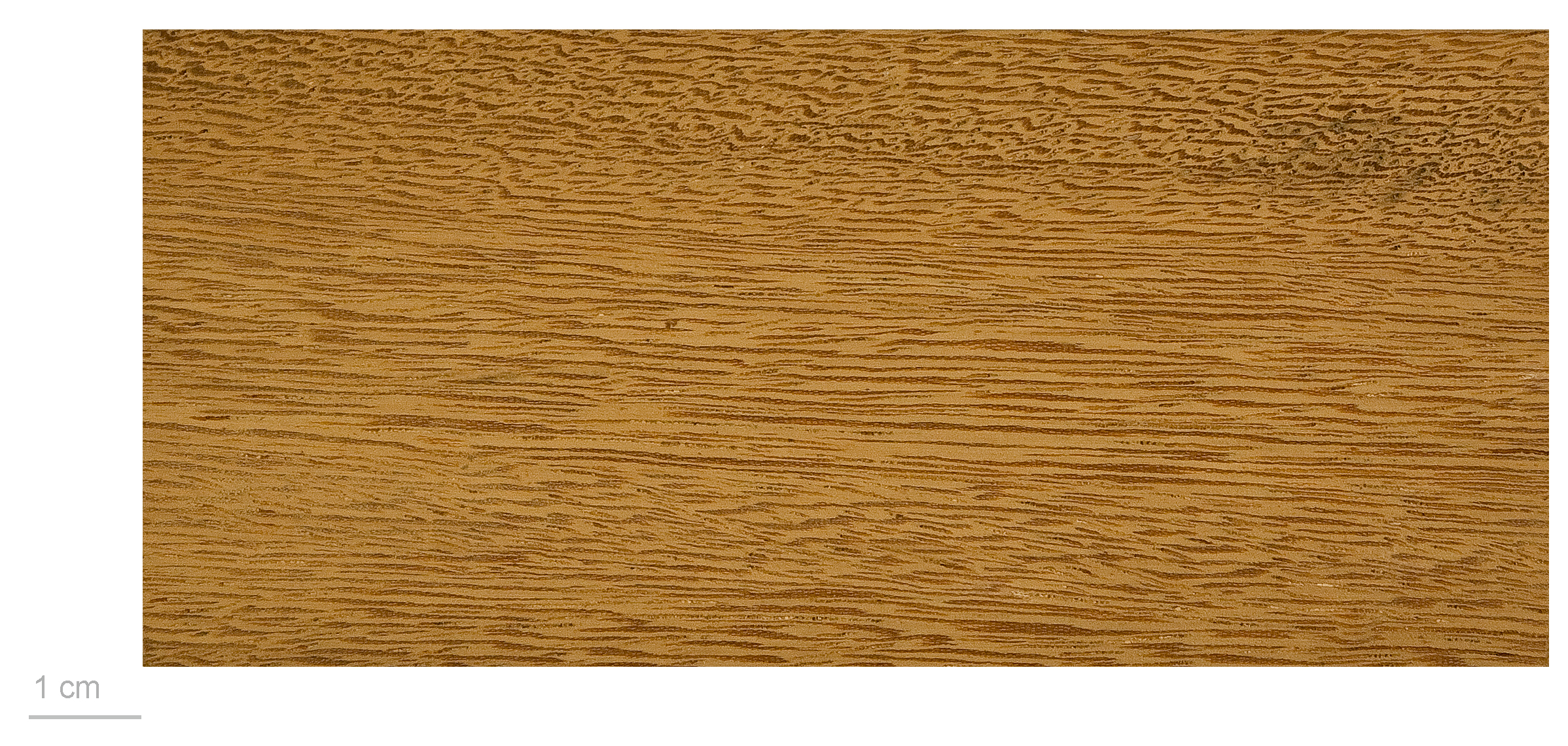
Hymenolobium sp.

Hymenolobium là một chi thực vật có hoa thuộc họ Fabaceae. Nó thuộc phân họ Faboideae.